# James Atkinson
James Atkinson (n. 10 ianuarie 1929, DeLand⁠(d), Florida, SUA – d. 31 iulie 2010, Black Mountain⁠(d), Carolina de Nord, SUA) a fost un bober ce a reprezentat Statele Unite ale Americii, medaliat olimpic. A participat la o ediție a Jocurilor Olimpice (1952) în care a câștigat o medalie de argint.

## Participări
Lista de mai jos prezintă principalele competiții la care a participat James Atkinson de-a lungul carierei.
- bobsleigh at the 1952 Winter Olympics – four-man[*]